# Малі Хольневичі
Малі Хольневичі (біл. вёска Малыя Хальнявічы) — село в складі Крупського району Мінської області, Білорусь. Село підпорядковане Костричницькій сільській раді, розташоване в східній частині області.